# 프란체스카 코멘치니
프란체스카 코멘치니(Francesca Comencini, 1961년 8월 19일 ~ )는 이탈리아의 영화 감독, 각본가이다.

## 출연 작품
- 스토리즈 오브 러브 댓 캔낫 비롱 투 디스 월드 (2017)
- 특별한 하루  (2012)
- 왓 두 유 노우 어바웃 미 (2009)
- 백색 공간 (2009)
- 카사 노스트라 (2006)
- 비전스 오브 유럽 (2004)